# Chiesa di Sant'Agostino (Finale Emilia)
La chiesa di Sant'Agostino, anche chiamata chiesa del Seminario, è un luogo di culto a Finale Emilia, in provincia di Modena. Appartiene al vicariato della Bassa dell'arcidiocesi di Modena-Nonantola e risale al XVII secolo.

## Storia

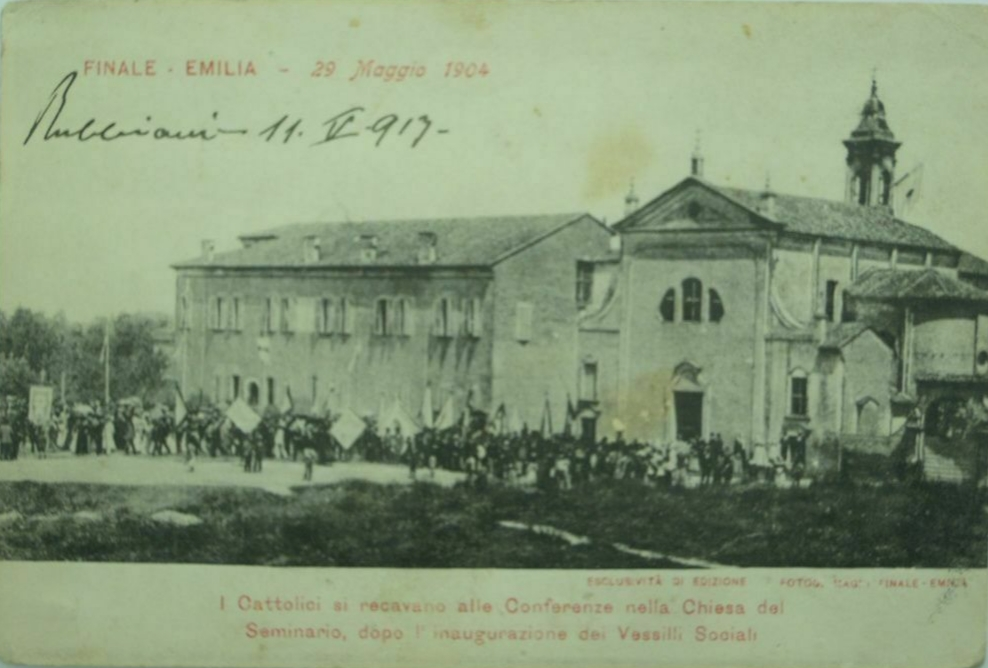
Complesso della chiesa e del seminario in un'immagine del 29 Maggio 1904

Il primo luogo di culto sul sito fu quello legato all'ospizio dei Minori Osservanti, la cui erezione iniziò nel 1607. I lavori vennero ultimati mentre era vescovo della diocesi Alessandro d'Este, quindi entro il 1624. la nuova chiese fu inizialmente dedicata alla Santissima Trinità.
Attorno al 1708 la sala della primitiva chiesa venne ampliata con l'aggiunta della grande cappella laterale e nel 1722 fu eretta la torre campanaria. Durante il periodo delle soppressioni napoleoniche tutto il complesso che comprendeva anche il luogo di culto venne espropriato e gli agostiniani allontanati.
Quando fu possibile riaprile al culto la chiesa questa fu oggetto di restauri ed arricchimenti artistici. Nel 1821 fu aumentato il volume della struttura con la sua sopraelevazione parziale. Durante le fasi che portarono alla nascita della nuova unità nazionale emersero conteziosi legati alla sua proprietà che si risolsero solo nel 1913, quando l'intero complesso fu affidato aui salesiani.
Tra il primo ed il secondo dopoguerra del XX secolo i salesiani cessarono la loro attività sul sito e la chiesa divenne sussidiaria della parrocchia finalese. Nuovi lavori vennero realizzati sino al momento del sisma del 2012.

## Descrizione

### Esterno
Il prospetto principale è classicheggiante, con la parte centrale a capanna sormontata dal grande frontone e le due ali laterali a salienti, leggermente asimmetriche perché quella sinistra è parzialmente coperta dall'edificio dell'ex convento.

### Interno
La navata interna è unica ma leggermente ampliata dalle cappelle laterali. Le pareti sono adornate da stucchi e gli altari hanno decorazioni eseguiti in scagliola, risalenti al XVIII secolo.